# Karlshamn
Karlshamn è una cittadina della Svezia meridionale, capoluogo del comune omonimo, nella contea di Blekinge; nel 2005 aveva una popolazione di 18 768 abitanti, su un'area di 13,44 km².
Ci è nato il calciatore Jon Björklund.